# Mistrzostwa NCAA Division I w Zapasach w 1992
Mistrzostwa NCAA Division I w zapasach rozgrywane były w Oklahoma City w dniach 19–21 marca 1992 roku w Myriad Convention Center.
- Outstanding Wrestler – Tom Brands

## Wyniki

### Drużynowo
| Kolejność | Szkoła                             | Zespół        |
| --------- | ---------------------------------- | ------------- |
| 1.        | University of Iowa                 | Hawkeyes      |
| 2.        | Oklahoma State University          | Cowboys       |
| 3.        | Pennsylvania State University      | Nittany Lions |
| 4.        | Iowa State University              | Cyclones      |
| 5.        | Ohio State                         | Wolverines    |
| 6.        | Arizona State University           | Sun Devils    |
| 7.        | University of Wisconsin-Madison    | Badgers       |
| 8.        | Clarion University of Pennsylvania | Golden Eagles |

### All American

#### 118 lb
| Lp. | Zawodnik      | Szkoła            |
| --- | ------------- | ----------------- |
| 1.  | Jeff Prescott | Penn State        |
| 2.  | Chad Zaputil  | Iowa              |
| 3.  | Eric Akin     | Iowa State        |
| 4.  | Donnell Rawls | Appalachian State |
| 5.  | Erik Burnett  | Clarion           |
| 6.  | Kevin Kinane  | California PA     |
| 7.  | Matt Hanutke  | Wisconsin         |
| 8.  | David Land    | Maryland          |

#### 126 lb
| Lp. | Zawodnik        | Szkoła         |
| --- | --------------- | -------------- |
| 1.  | Terry Brands    | Iowa           |
| 2.  | Shawn Charles   | Arizona State  |
| 3.  | Shawn Harrison  | Oklahoma       |
| 4.  | Shawn Nelson    | Penn State     |
| 5.  | Babak Mohammadi | Oregon State   |
| 6.  | Jody Staylor    | North Carolina |
| 7.  | Dan Flood       | Wisconsin      |
| 8.  | Brett Porter    | Edinboro       |

#### 134 lb
| Lp. | Zawodnik      | Szkoła         |
| --- | ------------- | -------------- |
| 1.  | Tom Brands    | Iowa           |
| 2.  | Alan Fried    | Oklahoma State |
| 3.  | Marco Sanchez | Arizona State  |
| 4.  | Bob Truby     | Penn State     |
| 5.  | Mark Fergeson | Cornell        |
| 6.  | Joey Gilbert  | Michigan       |
| 7.  | Mike Moreno   | Iowa State     |
| 8.  | Brad Rozanski | Bloomsburg     |

#### 142 lb
| Lp. | Zawodnik      | Szkoła                   |
| --- | ------------- | ------------------------ |
| 1.  | Troy Steiner  | Iowa                     |
| 2.  | Chris Owens   | Oklahoma State           |
| 3.  | Tom Miller    | Maryland                 |
| 4.  | Kenny Liddell | Missouri                 |
| 5.  | Jeff Lyons    | Indiana                  |
| 6.  | Gerry Abas    | Fresno State             |
| 7.  | Tim Shifflet  | Edinboro                 |
| 8.  | Guy Harris    | Tennessee at Chattanooga |

#### 150 lb
| Lp. | Zawodnik           | Szkoła        |
| --- | ------------------ | ------------- |
| 1.  | Matt Demaray       | Wisconsin     |
| 2.  | Troy Sunderland    | Penn State    |
| 3.  | Ken Ramsey         | Ohio State    |
| 4.  | Gary Steffensmeier | Northern Iowa |
| 5.  | Terry Steiner      | Iowa          |
| 6.  | Torrae Jackson     | Iowa State    |
| 7.  | Nels Nelson        | Boise State   |
| 8.  | David Barnes       | Miami         |

#### 158 lb
| Lp. | Zawodnik        | Szkoła                   |
| --- | --------------- | ------------------------ |
| 1.  | Pat Smith       | Oklahoma State           |
| 2.  | Ray Miller      | Arizona State            |
| 3.  | Tom Ryan        | Iowa                     |
| 4.  | Scott Hovan     | Pittsburgh               |
| 5.  | Mike Schyck     | Ohio State               |
| 6.  | Tim Wittman     | Penn State               |
| 7.  | Mike Marzetta   | Minnesota                |
| 8.  | Howard Langford | Tennessee at Chattanooga |

#### 167 lb
| Lp. | Zawodnik         | Szkoła               |
| --- | ---------------- | -------------------- |
| 1.  | Charlie Jones    | Purdue               |
| 2.  | Todd Chesbro     | Oklahoma State       |
| 3.  | Steve Hamilton   | Iowa State           |
| 4.  | Dave Hart        | Penn State           |
| 5.  | Solomon Fleckman | Lehigh               |
| 6.  | Trent Flack      | Oregon State         |
| 7.  | Chris Kwortnik   | North Carolina State |
| 8.  | Dave Myers       | Wyoming              |

#### 177 lb
| Lp. | Zawodnik        | Szkoła               |
| --- | --------------- | -------------------- |
| 1.  | Kevin Randleman | Ohio State           |
| 2.  | Corey Olson     | Nebraska             |
| 3.  | Bart Chelesvig  | Iowa                 |
| 4.  | Matt Johnson    | Iowa State           |
| 5.  | Rich Powers     | Northern Iowa        |
| 6.  | Steve Williams  | North Carolina State |
| 7.  | Quincey Clark   | San Diego State      |
| 8.  | Matt White      | Penn State           |

#### 190 lb
| Lp. | Zawodnik      | Szkoła         |
| --- | ------------- | -------------- |
| 1.  | Mark Kerr     | Syracuse       |
| 2.  | Randy Couture | Oklahoma State |
| 3.  | Rex Holman    | Ohio State     |
| 4.  | Matt Case     | Northwestern   |
| 5.  | Travis Fiser  | Iowa           |
| 6.  | Chris Nelson  | Nebraska       |
| 7.  | Andy Foster   | Oklahoma       |
| 8.  | John Curtis   | George Mason   |

#### 275 lb
| Lp. | Zawodnik         | Szkoła               |
| --- | ---------------- | -------------------- |
| 1.  | Kurt Angle       | Clarion              |
| 2.  | Sylvester Terkay | North Carolina State |
| 3.  | Jamie Cutler     | Iowa State           |
| 4.  | Mike Anderson    | Arizona State        |
| 5.  | John Oostendorp  | Iowa                 |
| 6.  | Jon Morris       | Lehigh               |
| 7.  | Lorenzo Neal     | Fresno State         |
| 8.  | Kirk Mammen      | Oklahoma State       |